# 경주 남산 용장계 지곡 제3사지 삼층석탑
경주 남산 용장계 지곡 제3사지 삼층석탑(慶州 南山 茸長溪 池谷 第3寺地 三層石塔)은 대한민국 경상북도 경주시 남산동에 있는 남북국 시대 신라의 삼층석탑이다. 2017년 2월 7일 국가지정문화재(보물)로 지정예고 절차를 거쳐, 2017년 4월 7일 대한민국의 보물 제1935호로 지정되었다.

## 지정 사유
이 석탑은 무너져 있던 것을 2000년∼2001년까지 2차례에 걸친 발굴조사를 선행한 후, 석탑 부재를 모아 2002년에 복원하였는데 노반석 아래의 부재는 남아있는 원 부재를 사용하였다. 남산 용장계 지곡 제3사지에 관한 문헌기록이 없어 용장계지곡 삼층석탑이 언제 건립되었는지 확인할 만한 근거는 아직 밝혀지지 않고 있으나 탑지 주변에서 '용(茸)'자명을 비롯한 9점의 명문와가 출토되어 용장사(茸長寺)와의 연관성이 짐작된다. 용장사지(탑상곡 제 1사지)에는 삼층석탑과 마애불좌상, 석불좌상이 전해오며, 그 일대에 여러 사찰이 있었던 것으로 보인다. 또한 지곡 제3사지에서 출토된 와당을 비롯한 여러 유물들을 통해서 이곳의 사찰이 통일신라 9세기 후반에 세워진 것으로 보이며, 석탑지에서 주변에서 출토된 분청사기편과 백자편 등은 고려시대를 거쳐 조선시대까지 사찰이 이어져 왔음을 말해준다.
이 탑은 전탑형석탑으로 8개의 커다란 방형석재를 기단으로 구축하고 옥개석이 하나의 석재로 이루어졌으며 별다른 장엄장식이 전혀 나타나지 않은 점에 있어서 전형적인 통일신라석탑과 다른 점을 보인다. 그 세부를 살펴보면, 7매의 석재로 이루어진 지대석 위에 8매의 기단석이 상·하 2단으로 나뉘어 각각 4매씩 올려져 있다. 상층 기단석 위에는 3단의 탑신 받침이 있는데, 하단 모서리가 깨진 상태이며, 이 탑신받침 위에 1매의 석재로 된 1층 탑신석이 올려 있고 그 위에 올려진 옥개석 전각의 네 모서리에는 풍탁이 달려있던 구멍이 뚫려있다. 2층 탑신석 역시 1매의 돌로 이루어졌으며, 3층 탑신은 2층 옥개석 낙수받침의 상단과 3층 옥개석의 하단이 맞닿아서 이어진 부분으로 구성되어 있다.
한국의 전탑은 안동을 중심으로 나타나지만 이 탑과 유사한 벽돌형식 석탑은 경주지역에 집중하고 있어서 지역적 맥락을 이룬다. 즉 경주 서악동 삼층석탑(보물65호)과 경주 남산동 동삼층석탑 (보물 124호) 등과 함께 경주지역, 특히 남산 주변에서 조형된 장소적인 특징도 나타나고 있어 한국석탑에서 '전탑형석탑'이라는 하나의 계보를 이룬다.
이 탑은 모전탑 계열의 형식으로 현재 보물로 지정된 서악동 석탑과 남산동 동 삼층석탑을 통해 제작시기의 추정이 가능하고, 일부 파손되었으나 상륜부가 남아있고, 원위치를 유지하고 있으며, 전체적인 외관이 양호한 편이다.

## 사진

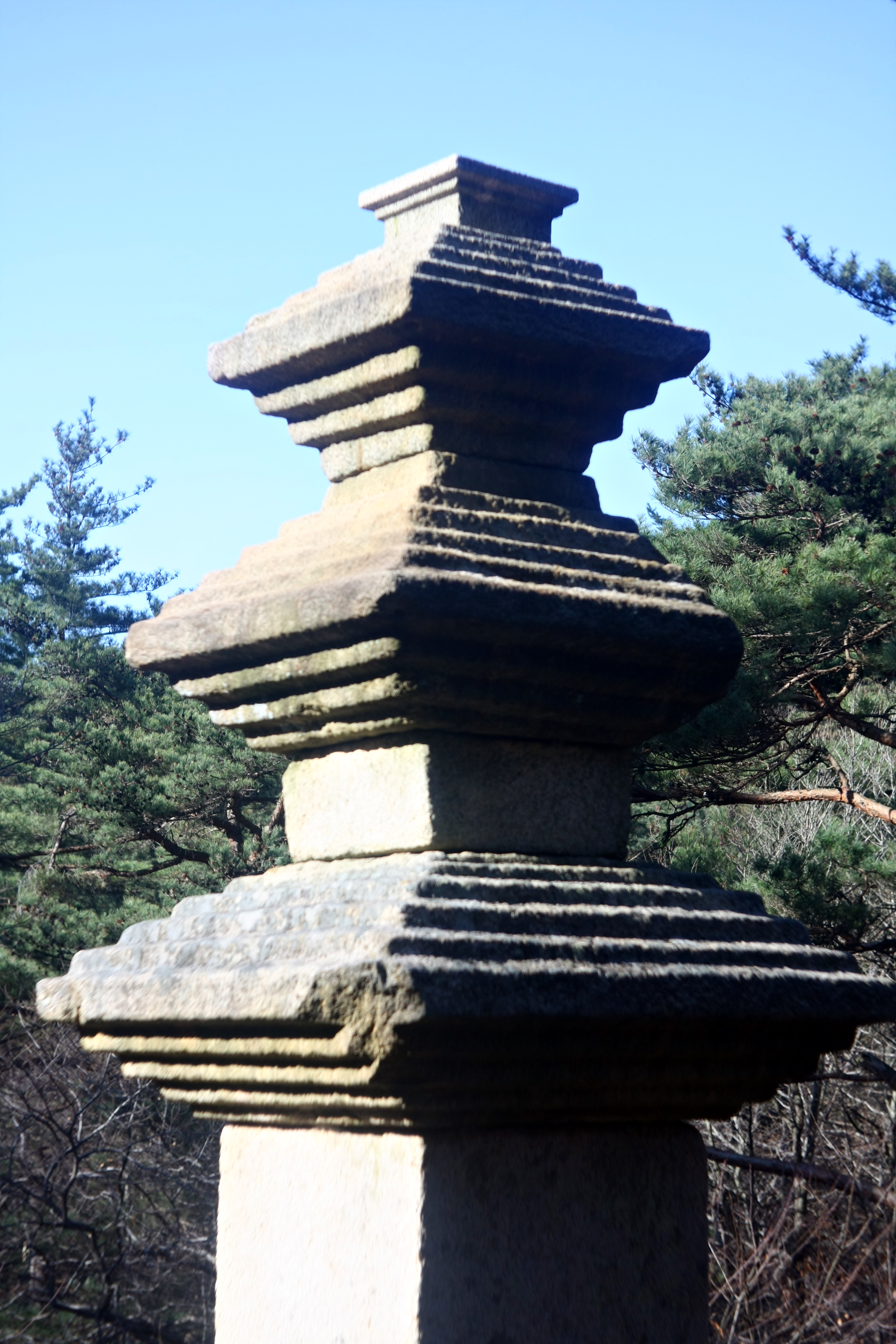
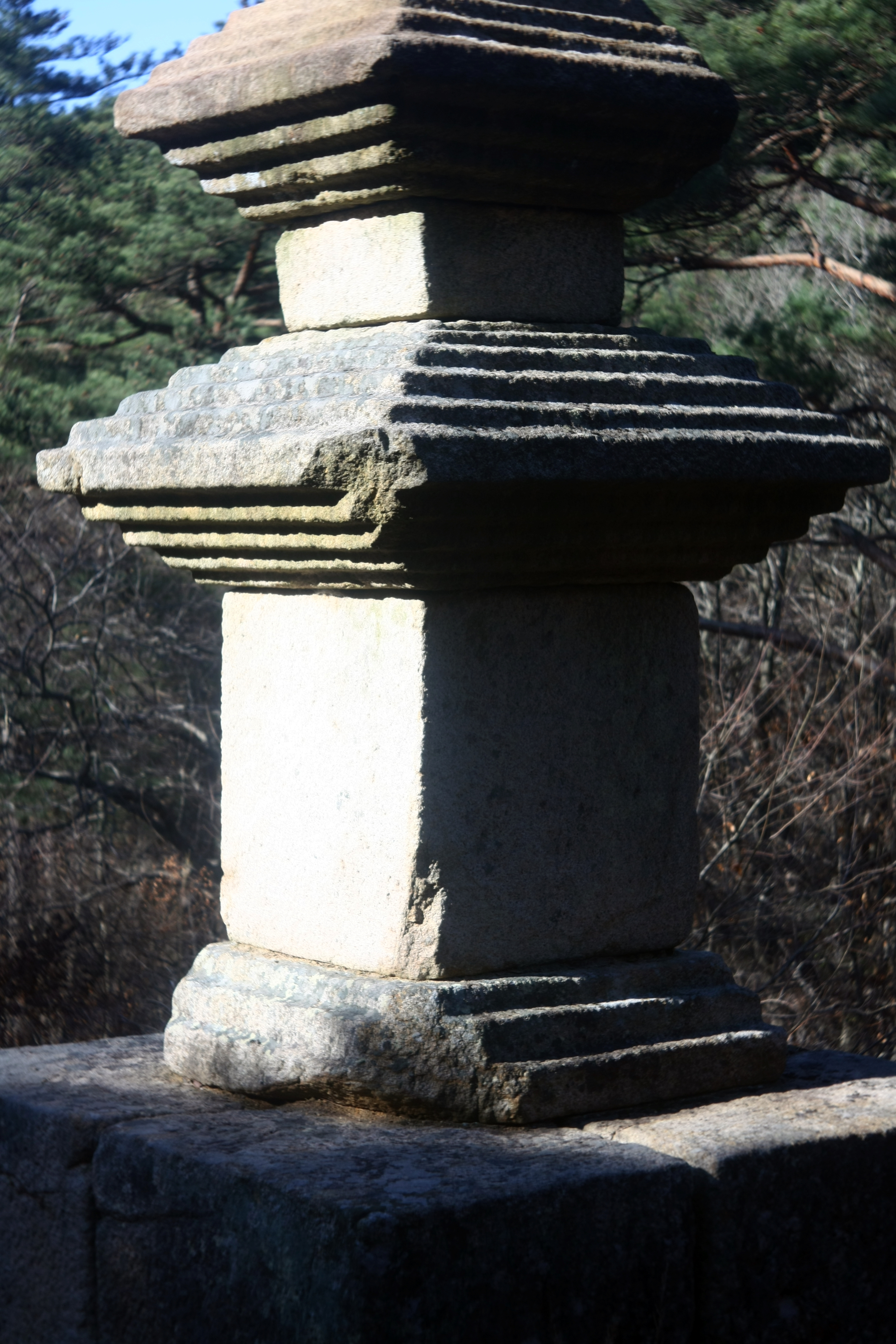
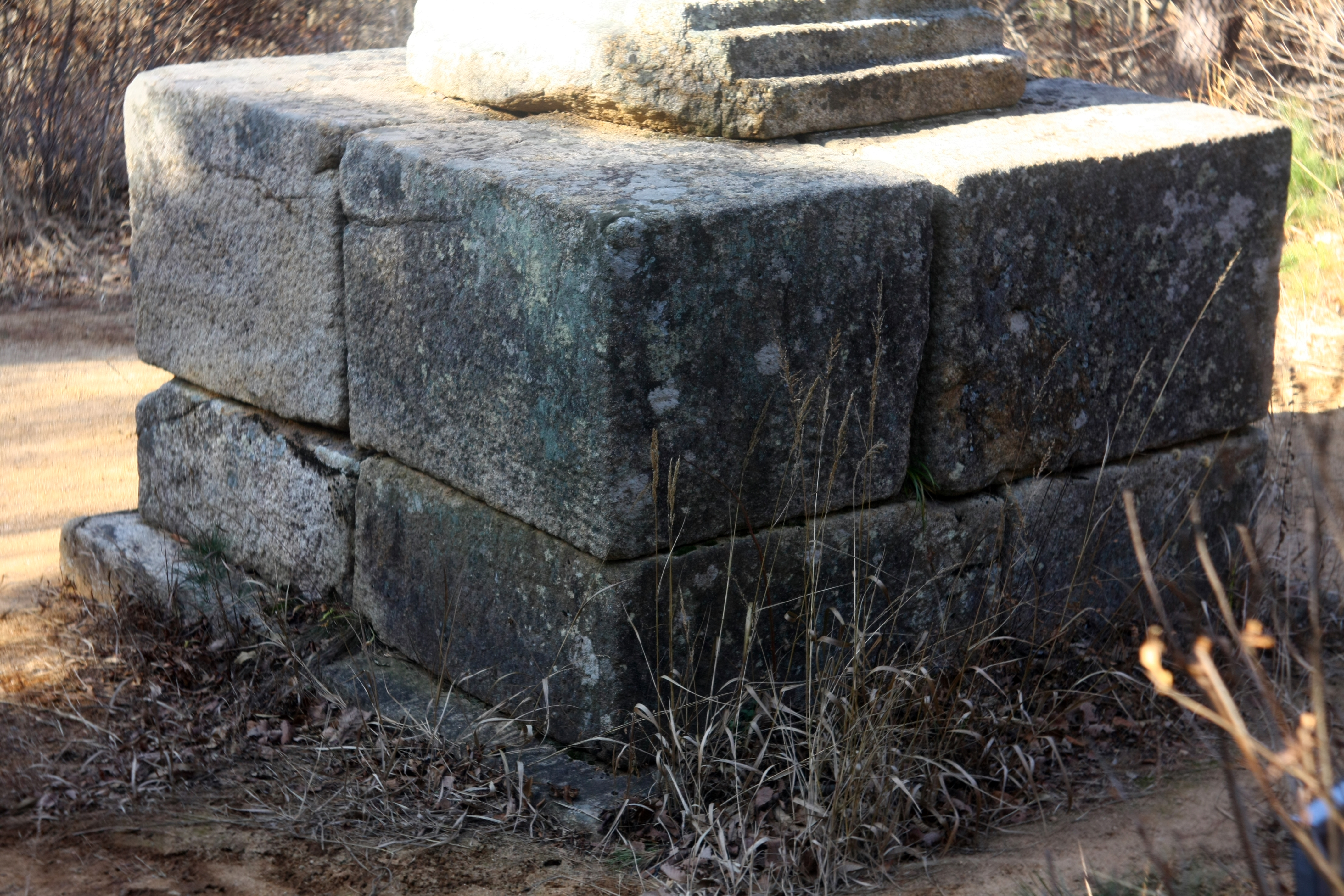
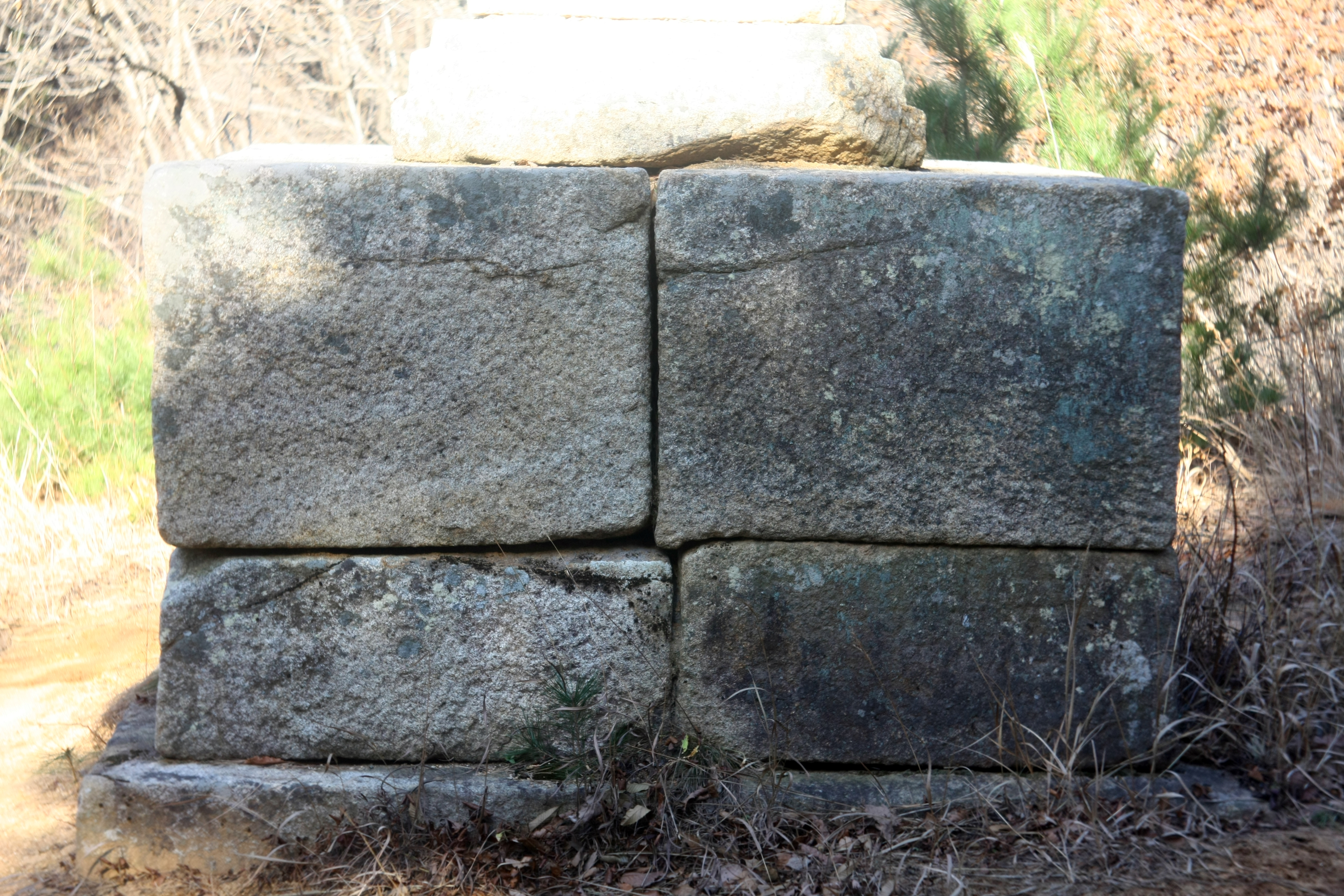
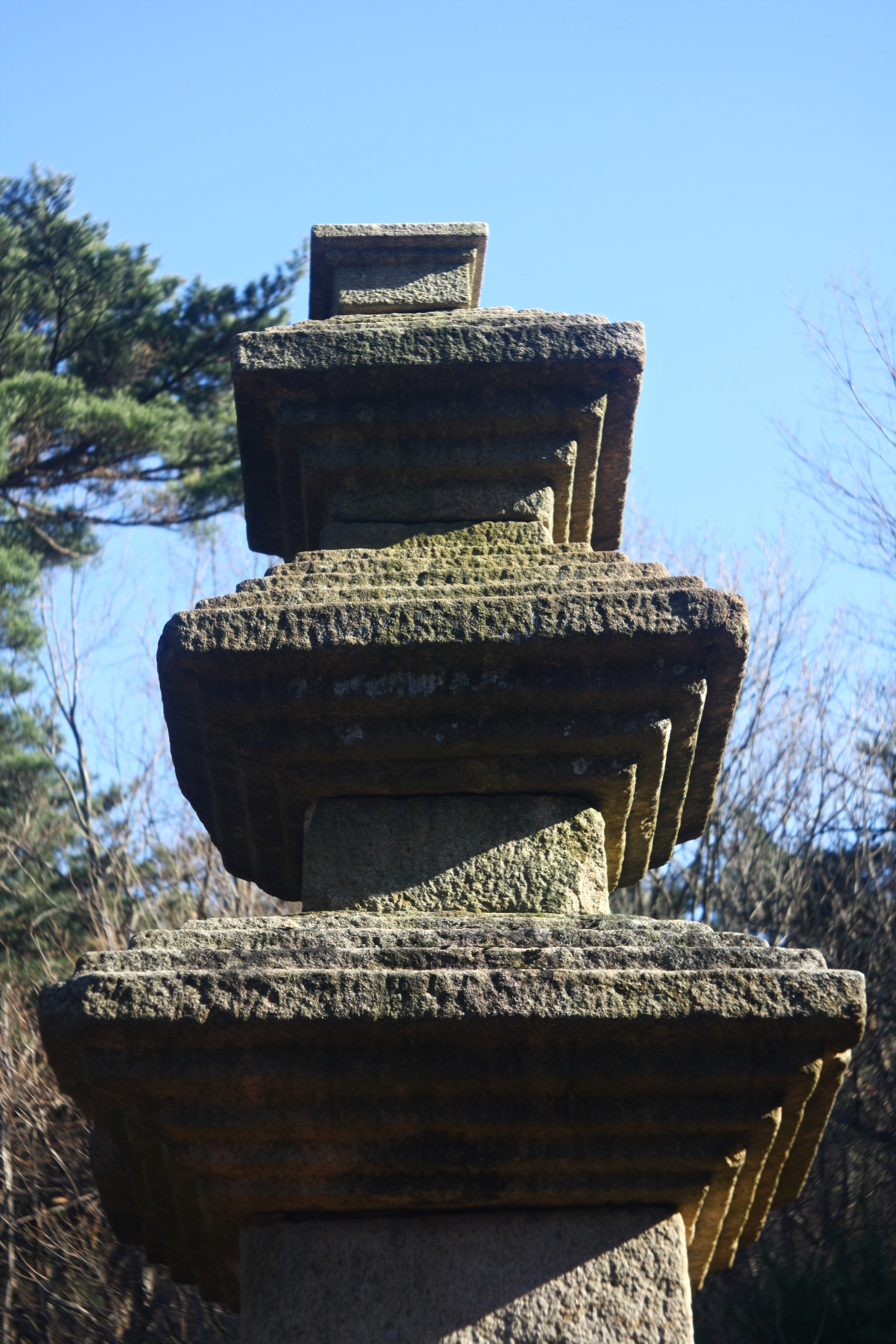

## 같이 보기
- 경주 서악동 삼층석탑 (보물 65호)
- 경주 남산동 동·서 삼층석탑(보물 124호)
- 경주 남산 지암곡 제3사지 삼층석탑 (경상북도 유형문화재 제449호)

## 참고 자료
- 경주 남산 용장계 지곡 제3사지 삼층석탑 - 국가유산청 국가유산포털